# Euphyia crocaria
Euphyia crocaria är en fjärilsart som beskrevs av William Schaus 1901. Euphyia crocaria ingår i släktet Euphyia och familjen mätare. Inga underarter finns listade i Catalogue of Life.